# Adlyne Bonhomme
Pour les articles homonymes, voir Bonhomme.
Adlyne Bonhomme, poétesse haïtienne est née des Palmes de Petit-Goâve.

## Biographie
Adlyne Bonhomme est native de Petit-Goâve. Elle découvre le monde littéraire dans la cité soulouquoise un peu tard, affirme-t-elle. Elle  est auteure de plusieurs recueils de poèmes.  En 2017, en mémoire des victimes de l’ouragan Mathieu,  elle dirige une  anthologie de poésie intitulée Écrire pour ne pas oublier. En mai 2019, elle publie son premier recueil personnel intitulé L’éternité des cathédrales aux Éditions de la Rosée,. 
Elle participe à de nombreuses éditions de Marathon du Livre et d'autres festivals littéraires d'Haïti. Elle contribue à des revues en ligne telles que Capitale des mots et Plimay. Son poème La complexité de nos mains a été traduit en arabe par Hatim Al-Ansary le 27 septembre 2020 dans Alqasidah. Elle participe à une initiative de PEN durant laquelle les écrivaines partagent leurs expériences de confinement.
Adlyne Bonhomme est l'invitée d’honneur de la troisième édition du Festival pwezi solèy en mars 2020.
La poétesse Adlyne Bonhomme a  publie, aux éditions Recto-Verso, son second recueil de poèmes titré « Un chant d’oiseau dans la paume ». C’est un recueil qui porte une poésie une parole d’amour et de paix. 

## Œuvres

### Individuelles
- L’éternité des cathédrales. Gonaïves: Éditions de la Rosée, 2019.

### Collectives
- Écrire pour ne pas oublier, sous la direction d’Adlyne Bonhomme. Pétion-Ville: Éditions Inferno, 2017.
- « La complexité de nos mains » Transcendance, recueil de poèmes. La Différence (Édition 2019). Lyon: Vivlio, 2019.
- « Entre les mains du temps ». Voix de femmes, Anthologie de poésie féminine contemporaine. Textes sélectionnés par Dierf Dumène et Raynaldo Pierre-Louis. Port-au-Prince: Plimay, 2020[9].
- « L’ombre d’un zombi », récit. Une soirée haïtienne, sous la direction de Thomas C. Spear. Montréal: CIDIHCA, 2020: 125-129.

## Distinction et Prix
- 2019, Nommée pour le Prix Maurice Koné, pour « La complexité de nos mains ».
- 2019, Le prix de poésie des Éditions de la Rosée, pour L’éternité des cathédrales.
- 2020, Parmi les lauréats du prix de la nouvelle « Le déjoué de mon quartier » organisé par les éditions C3, pour « Monologue d’un fou ».
- 2020, Invitée d’honneur à konbit atis solèy (KAS), événement littéraire et artistique organisé à Cité Soleil.